# Musée de la Gendarmerie et du Cinéma de Saint-Tropez
Le musée de la Gendarmerie et du Cinéma est un musée situé à Saint-Tropez, dans le département du Var en France. Installé dans l'ancienne gendarmerie nationale, il a pour thème les liens du bâtiment avec la gendarmerie, le cinéma et les liens entre Saint-Tropez et le cinéma.

## Historique

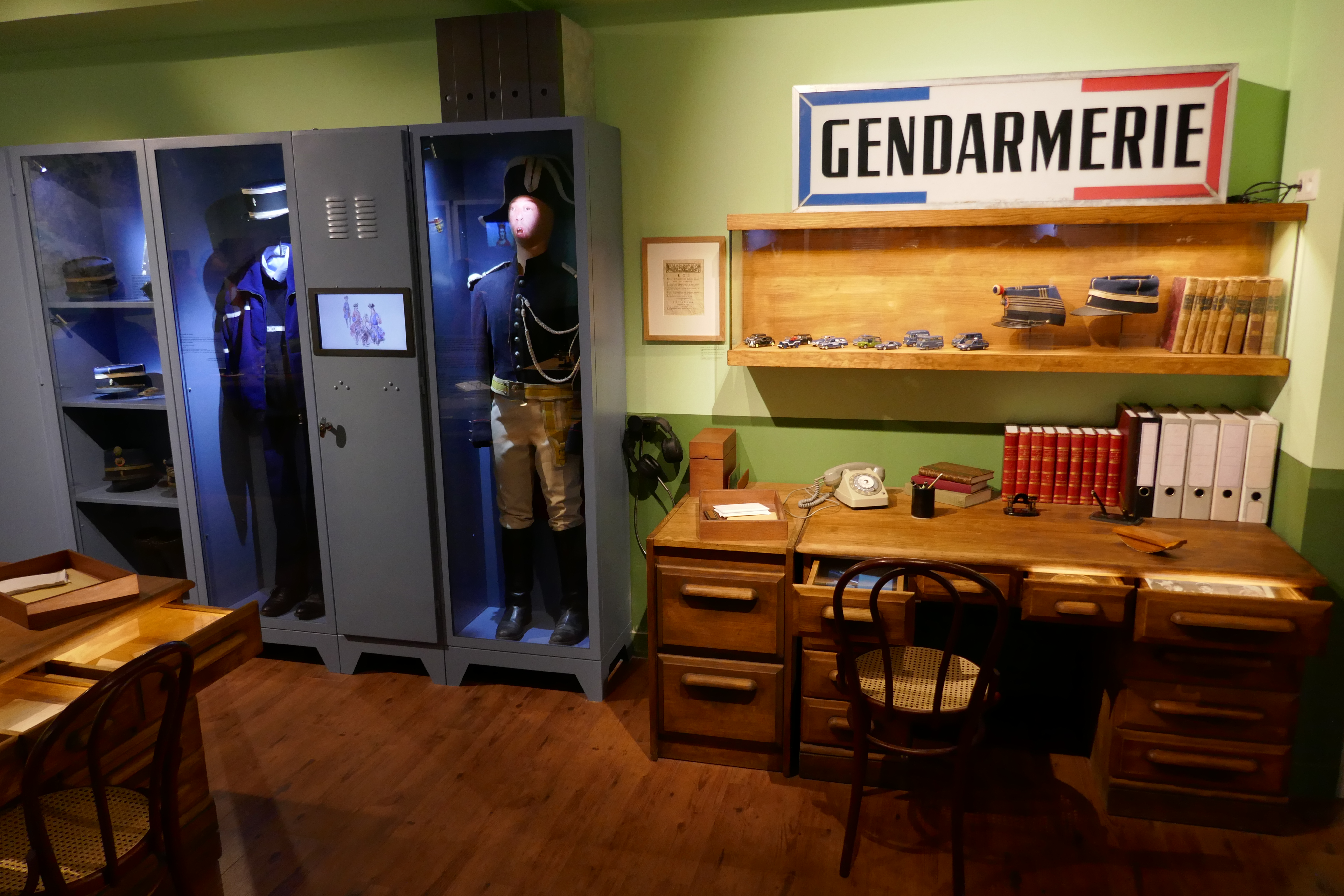
Le premier étage, sur la brigade de gendarmerie de Saint-Tropez.

Le bâtiment, situé place Blanqui, du nom du révolutionnaire socialiste, a abrité de 1879 à 2003 la brigade de gendarmerie de Saint-Tropez. L'idée d'un musée apparaît en 2012. Une exposition préliminaire intitulée « 100 ans pour Louis de Funès, 50 ans pour Le Gendarme de Saint-Tropez et la Ford Mustang » est tenue à l'été 2014, notamment en présence de trois des quatre « gendarmettes », Babeth, Catherine Serre et Nicaise Jean-Louis. Prévu pour 2015, l'ouverture est réalisée en juin 2016,. Le budget initial est de 1,9 million d'euros. Des membres de l'équipe des films du Gendarme de Saint-Tropez, dont France Rumilly, Patrick Préjean et Rémy Julienne participent à l'inauguration,.
Le musée est réalisé par l'Atelier des Charrons, une société stéphanoise choisie par concours, sous la direction de la conservatrice Gwenaëlle Van Butsele.

## Le musée

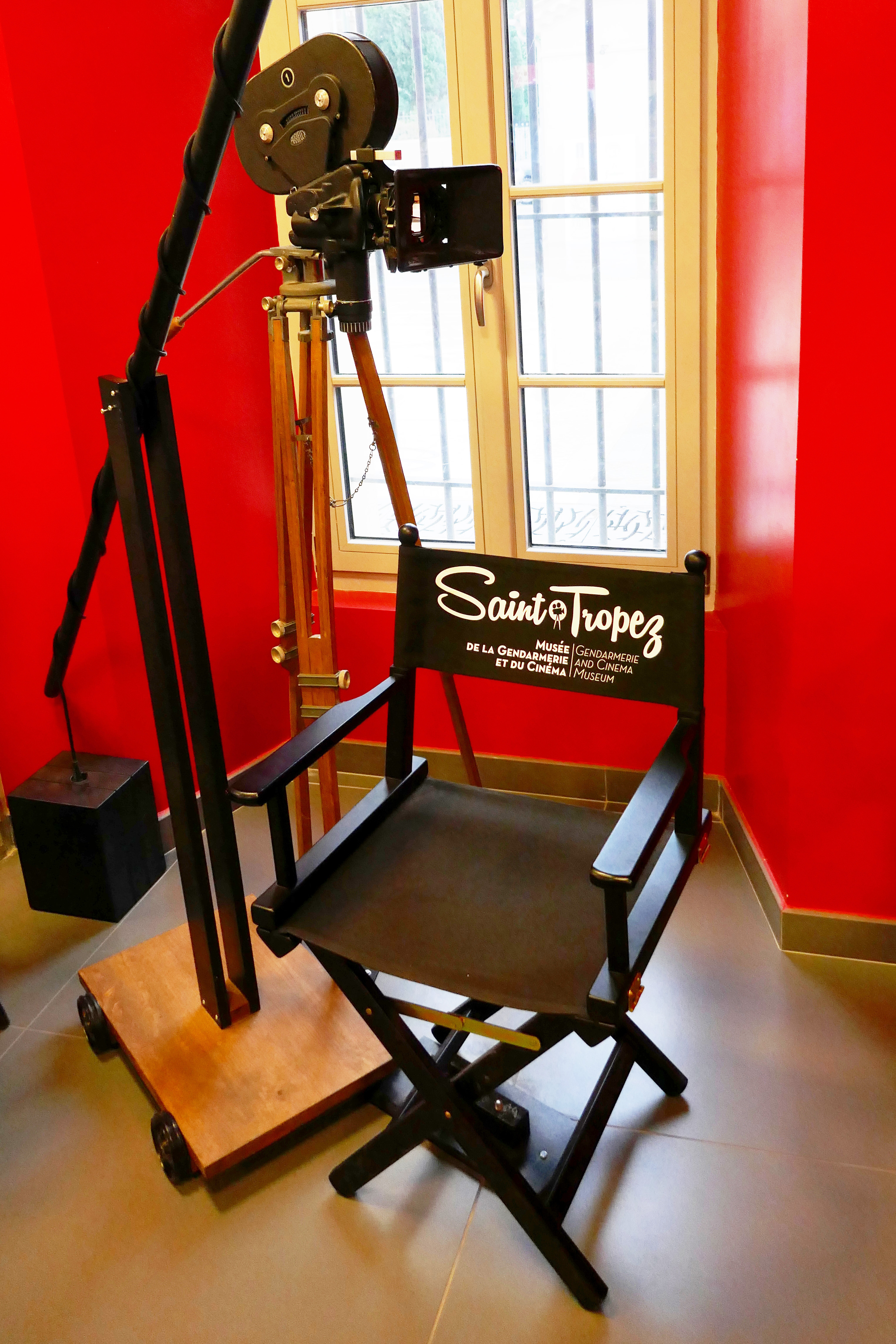
L'entrée du musée.

Il est conçu comme un lieu interactif et immersif avec des pièces totalement recréées comme à l'époque, où l'on peut ouvrir les tiroirs, taper à la machine, s'installer dans une automobile d'époque,.

### Rez-de-chaussée
Cette partie abrite l'entrée du musée et son accueil, avec les caisses et la boutique.
Un hall permet des expositions temporaires. Elles ont eu pour thème depuis l'ouverture Brigitte Bardot (2017), Des Animaux et des Stars (2018) avec des clichés réalisés par Edward Quinn, et Johnny Hallyday (à partir de juin 2019), ou encore la série Sous le soleil en 2023.

### Premier étage
- L'espace no 1 propose une histoire du corps de la gendarmerie à Saint-Tropez, son évolution et l'histoire du bâtiment, en lien avec les films du Gendarme de Saint-Tropez.

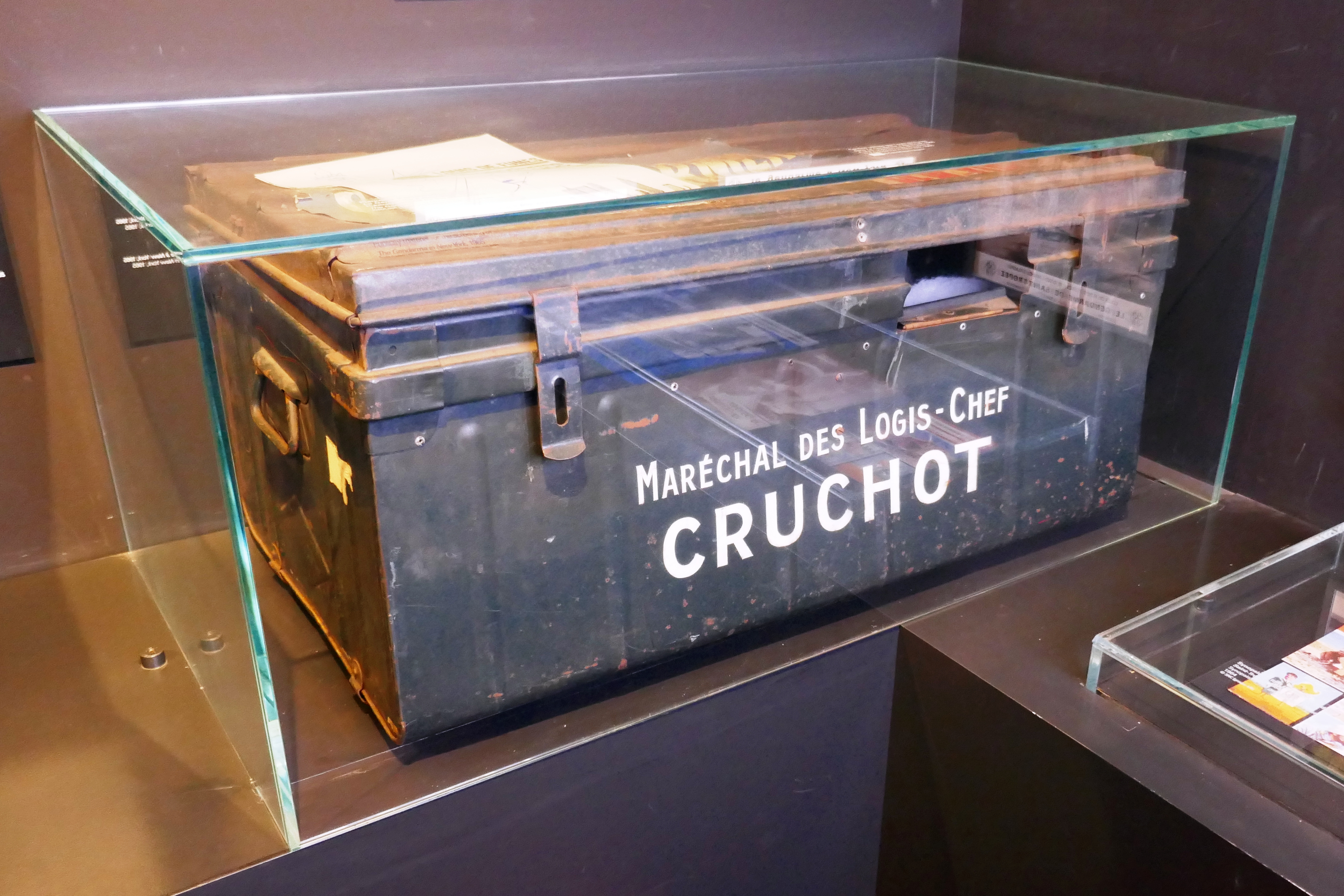
Cantine de Ludovic Cruchot dans Le Gendarme à New York.
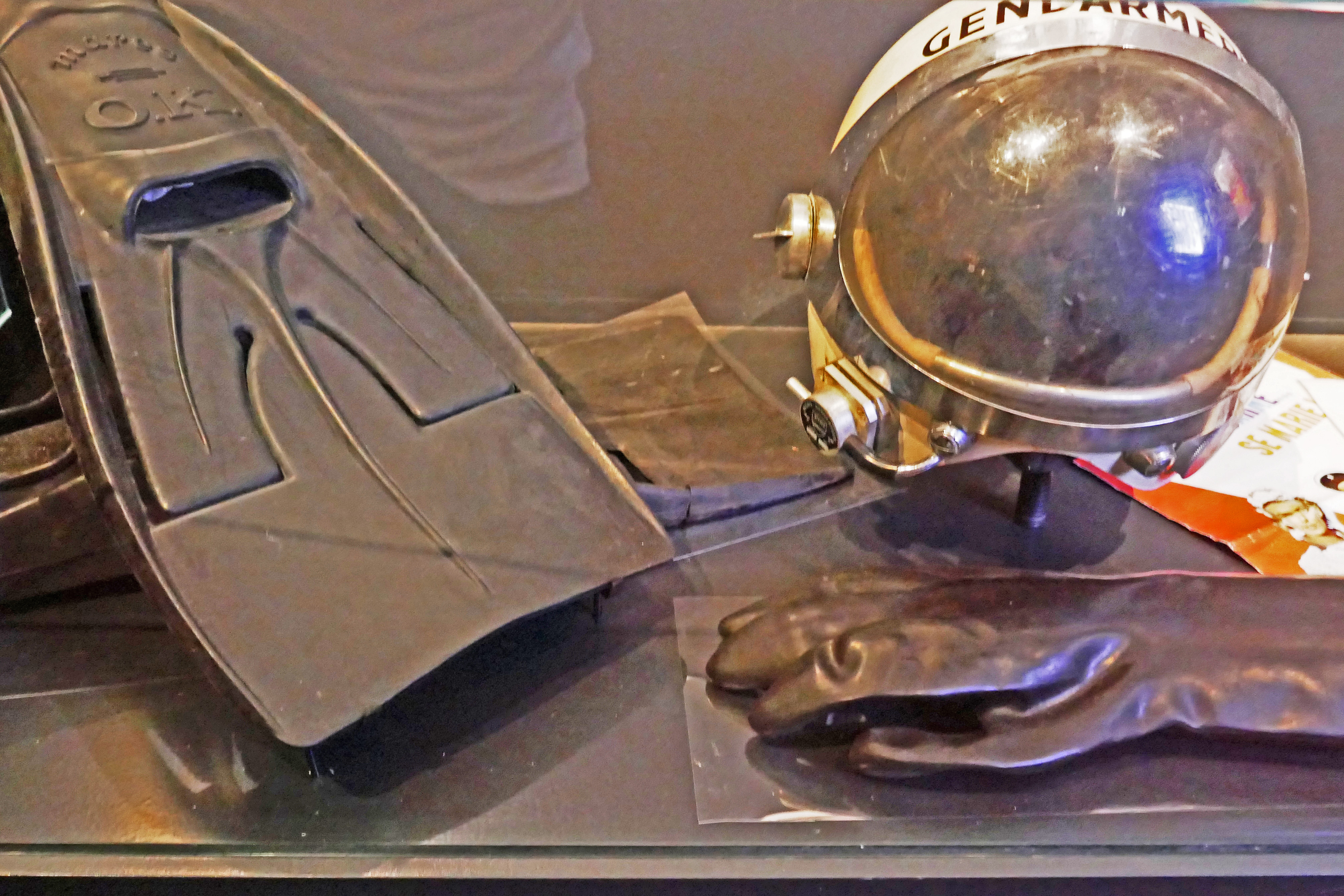
Casque de plongée, gants et palmes utilisés par Louis de Funès dans Le Gendarme se marie.
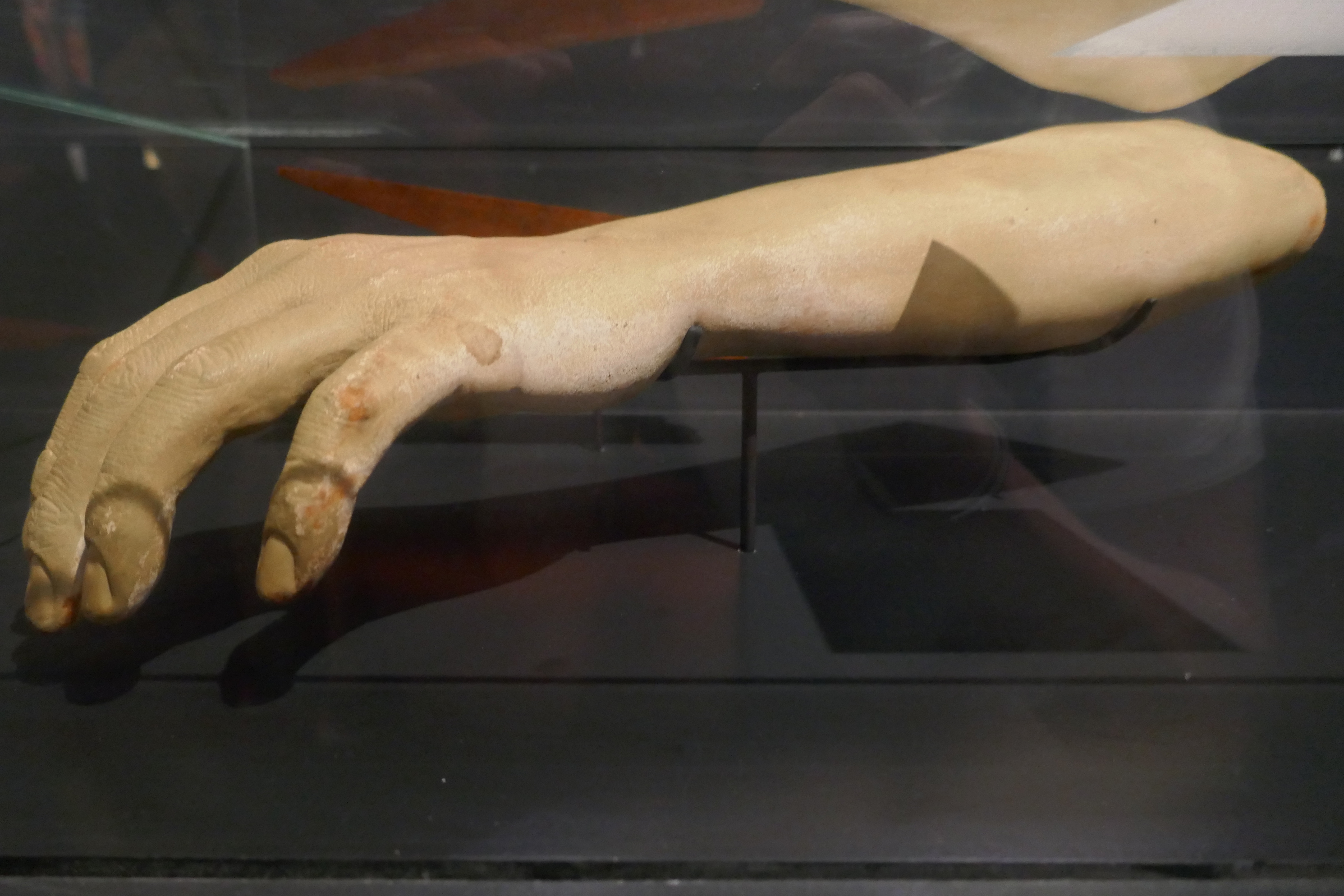
Bras en silicone utilisé pour les effets spéciaux dans Le Gendarme et les Extra-terrestres.
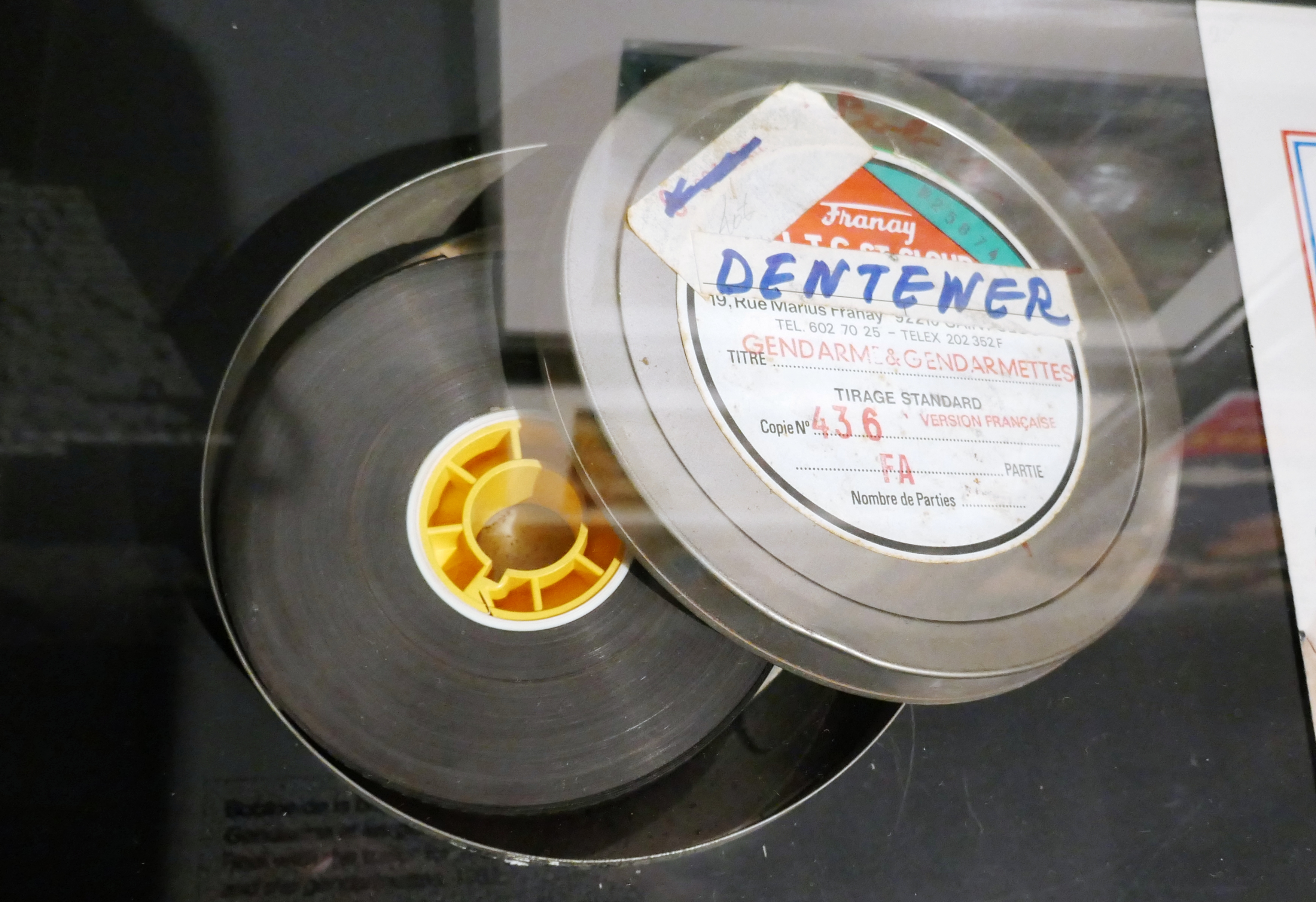
Bobine de la bande-annonce du film Le Gendarme et les Gendarmettes.

- L'espace no 2 introduit le visiteur à l'histoire du cinéma à Saint-Tropez et dans la région.

- L'espace no 3 est entièrement consacré aux films du Gendarme de Saint-Tropez et leur acteur principal Louis de Funès.

- Le dernier espace (no 4) survole les différents métiers du cinéma[14],[18],[5].

### Second étage
- Le premier espace a pour thématique "Saint-Tropez, lieu de vacances", avec notamment la reconstitution d'une portion de la Route nationale 7.

- L'espace no 2 évoque le cinéma à Saint-Tropez dans son approche culturelle et festive.

- Le troisième espace est consacré à Saint-Tropez comme lieu de mode.

- L'espace no 4 est la reproduction d'une loge et rend hommage aux actrices[14],[18].

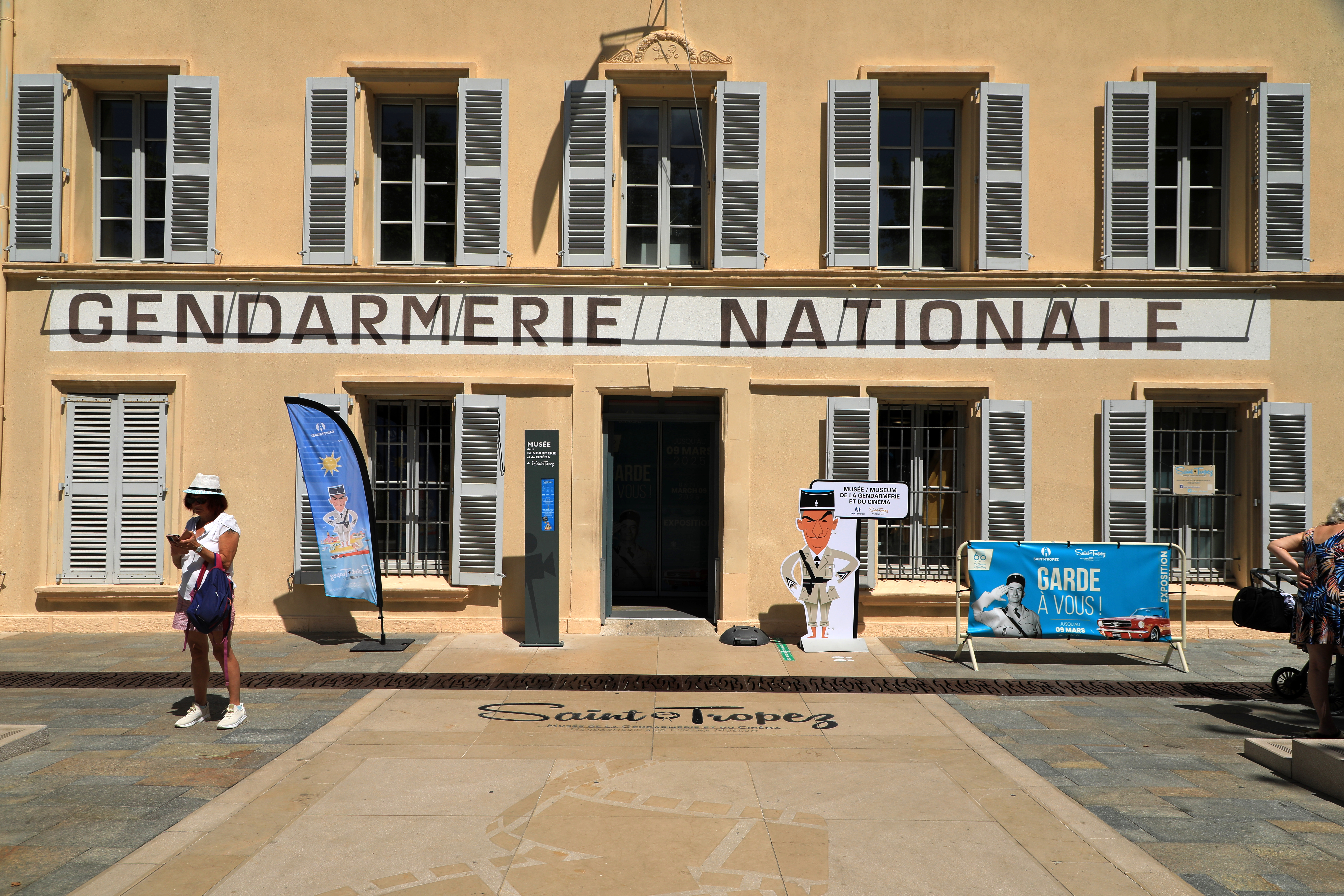
Ancienne gendarmerie de Saint-Tropez devenue le musée de la Gendarmerie et du Cinéma de Saint-Tropez.

## Activité et collections

### Collections
Les collections du musée ont été acquises ou empruntés auprès de collectionneurs privés (comme l'ACSPMG, Association des Collectionneurs Pour la Sauvegarde du Patrimoine de la Maréchaussée à la Gendarmerie, présidée par Nicolas Moulin, conservateur des collections, et d'institutions comme les archives de Vincennes, Cinémathèque française, l'institut Lumière et la Société nouvelle de cinématographie (SNC), société productrice des six films du Gendarme de Saint-Tropez. Des collections ont été créées pour la création du musée avec des entretiens inédits d'acteurs ou de personnes présentes sur des tournages de films à Saint-Tropez.

### Événements

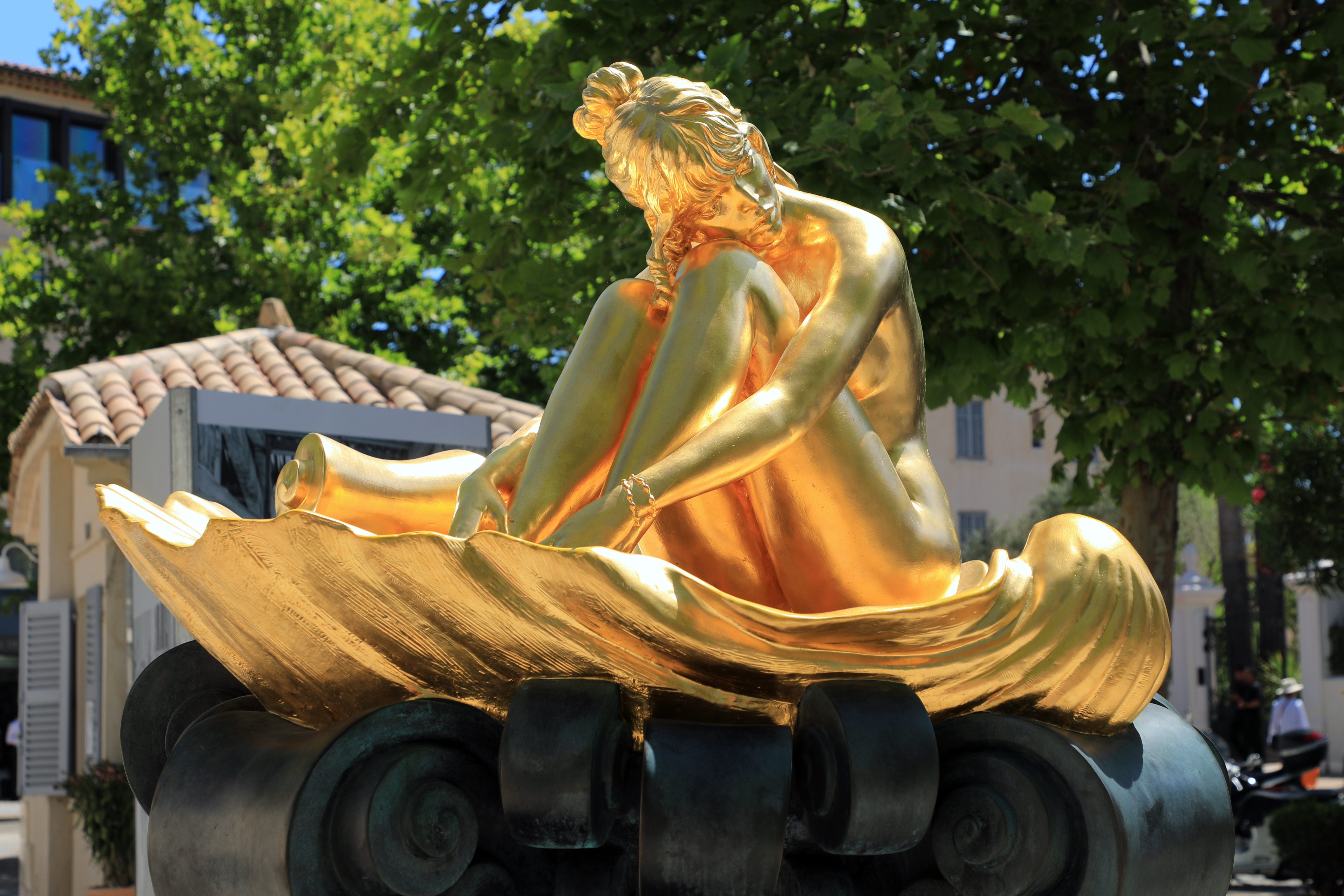
Statue à l’effigie de Brigitte Bardot à Saint-Tropez.

Une statue en bronze de Brigitte Bardot de 2,5 m de haut et 700 kg et inspirée d'un dessin de Milo Manara est installée devant l'entrée du cinéma, sur la place Blanqui, en 2017, un an après l'ouverture du musée, à l'occasion du 83e anniversaire de l'actrice.
En 2018, une diffusion en plein air de la version restaurée du film Le Gendarme de Saint-Tropez est organisée,.

### Expositions temporaires

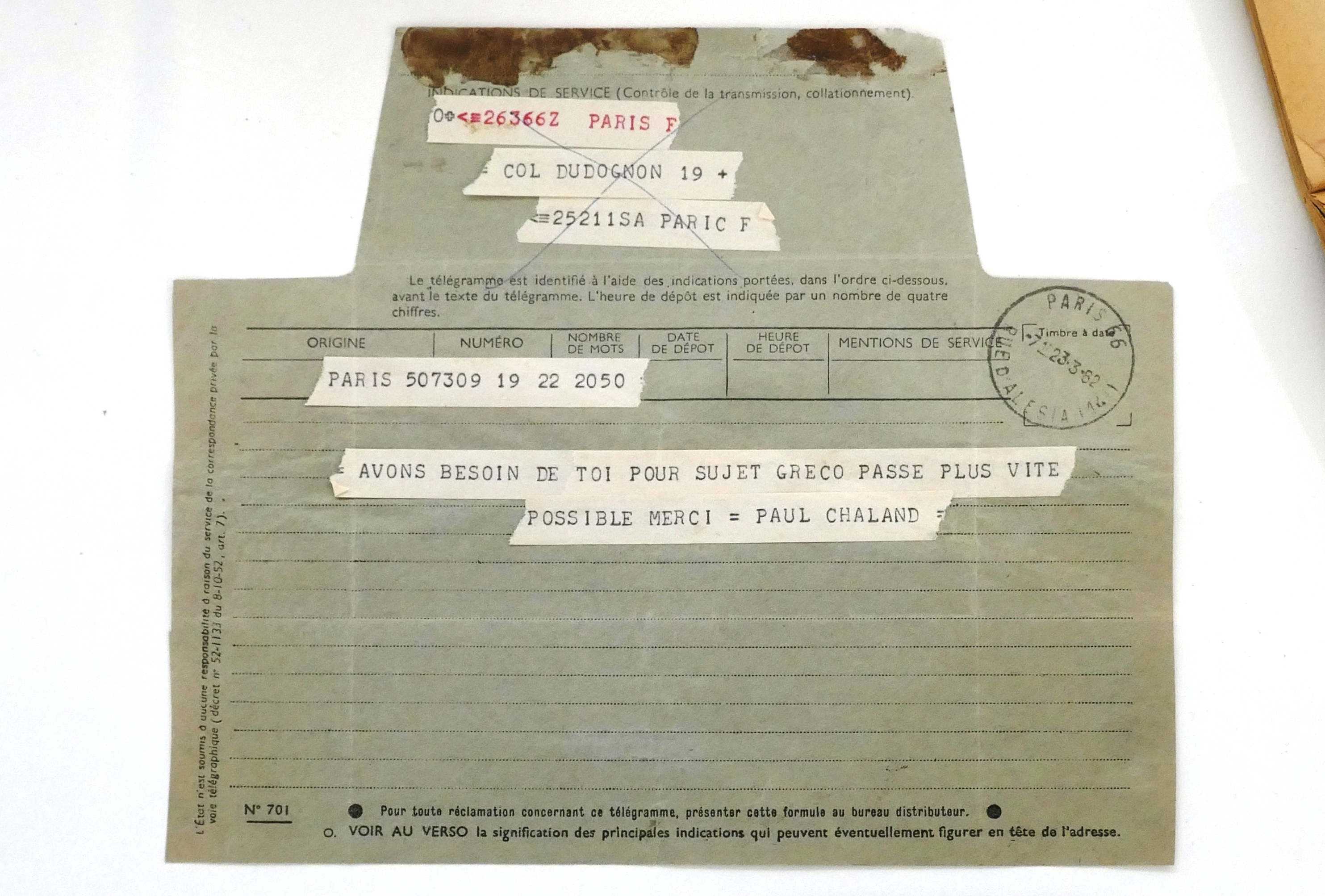
Télégramme de Paul Chaland, rédacteur en chef de Paris Match, au correspondant Georges Dudognon, 1962. La première exposition temporaire du musée est consacré à ce photographe de célébrités.

Le musée présente une exposition temporaire chaque année depuis son ouverture :
- 26 juin 2016 au 14 janvier 2017 : « Georges Dudognon, Regard sur le cinéma de la Côte d'Azur — Photographies 1949-1966 »[23].
- 1er février 2017 au 15 janvier 2018 : « Brigitte Bardot : Mythe à Saint-Tropez », la vie tropézienne de l'icône[24].
- 27 janvier 2018 au  15 janvier 2019 : « Des animaux et des stars », photos d'Edward Quinn prises sur la côte d’Azur dans les années 1950-1960[25].
- 1er juin 2019 au 31 octobre 2020 : « Johnny Hallyday à Saint-Tropez »[26],[27].
- 19 mai 2021 au 28 février 2022 : « Enquête insolite sur la gendarmerie d'hier à aujourd'hui », sur l'histoire de la gendarmerie[28].
- 17 avril 2022 au 6 mars 2023 : « Michel Galabru, un comédien sur tous les fronts », centenaire de la naissance de l'acteur[29]. Michel Galabru a tourné à Saint-Tropez les six films du Gendarme, Le Viager et La Cage aux folles. Accompagnant l'évenement, le cinéma La Renaissance projette Le Viager, La Cage aux folles, sa prestation césarisée dans Le Juge et l'Assassin et, en présence de Patrick Préjean, Le Gendarme et les Gendarmettes à l'occasion du 40e anniversaire de sa sortie en salles[30].
- 2 avril 2023 au 3 mars 2024 : « Sous le soleil, Saint-Tropez », consacrée à la série télévisée diffusée de 1995 à 2008, au succès international[31].
- 13 avril 2024 au 9 mars 2025 : « Garde à vous ! », 60e anniversaire du premier film Le Gendarme de Saint-Tropez[32],[33].
- 10 avril 2025 au 8 avril 2026 : « Marcel Pagnol fait son cinéma », 130e anniversaire de la naissance de l'écrivain-cinéaste provençal[34],[35].